# 황흥 (북위)
황흥(皇興, 467년 8월 ~ 471년 8월)은 북위(北魏) 헌문제(獻文帝) 탁발홍(拓跋弘)의 두번째 연호이다. 4년 동안 사용하였다. 467년 8월, 황자 탁발굉(拓跋宏)이 태어나자 죄인을 사면하고 개원하였다.

## 개원
- 천안(天安) 2년 8월 29일[1](467년 10월 13일)에 연호를 황흥(皇興)으로 개원함.[2][3][4][5]

- 황흥(皇興) 5년 8월 20일[6](471년 9월 20일)에 연호를 연흥(延興)으로 개원함.[7][8][9][5]

## 연대 대조표
| 황흥        | 원년           | 2년        | 3년        | 4년        | 5년        |
| 서기        | 467년          | 468년      | 469년      | 470년      | 471년      |
| 간지        | 정미(丁未)     | 무신(戊申) | 기유(己酉) | 경술(庚戌) | 신해(辛亥) |
| 유송 (劉宋) | 태시(泰始) 3년 | 4년        | 5년        | 6년        | 7년        |

## 동시대 연호

### 중국
유송(劉宋)
- 태시(泰始) (465년 ~ 471년)

기타 정권
- 사마 소군(司馬 小君) 성군(聖君) (471년)

### 몽골
유연(柔然)
- 영강(永康) (464년 ~ 485년)

## 같이 보기
- 중국의 연호 목록